# Кольник
Ко́льник (лат. Phyteúma или Phytéuma) — род двудольных цветковых растений, включённый в семейство Колокольчиковые (Campanulaceae).

## Название
Научное название рода — Phyteuma — происходит от др.-греч. φύτευμα, названия, использовавшегося в Венском Диоскориде и у Плиния для обозначения Reseda phyteuma. Карл Линней, впервые это название использовавший, в 1751 году указал, что φύτευμα происходит от φυτεύω — «сажать».

## Ботаническое описание
Кольники — довольно крупные корневищные многолетние травянистые растения с прямостоячим стеблем. Листья различной формы, с цельным или зубчатым краем.
Цветки мелкие, собранные в головчатые или кистевидные соцветия на концах побегов. Венчик обычно белого или голубого цвета, актиноморфный, с изогнутой трубкой, разделён почти до самого основания на пять узких лепестков. Тычинки свободные. Пестики в количестве двух—трёх. Завязь с 2—3 долями.
Плод — продолговатая коробочка с многочисленными, обычно блестящими семенами.

## Ареал
Виды рода Кольник в дикой природе распространены в районах Европы и Азии с умеренным климатом. Наибольшее разнообразие видов имеется в Центральной Европе.

## Таксономия
|  |                                      |  |                                                         |                                                         |                           |  | ещё 10 семейств (согласно Системе APG III) |                    |                    |                |
|  |                                      |  |                                                         |                                                         |                           |  |                                            |                    |                    | около 20 видов |
|  |                                      |  |                                                         | порядок Астроцветные                                    |                           |  |                                            |                    | род Кольник        |                |
|  |                                      |  |                                                         | порядок Астроцветные                                    |                           |  |                                            |                    | род Кольник        |                |
|  | отдел Цветковые, или Покрытосеменные |  |                                                         |                                                         | семейство Колокольчиковые |  |                                            |                    |                    |                |
|  | отдел Цветковые, или Покрытосеменные |  |                                                         |                                                         |                           |  |                                            |                    |                    |                |
|  |                                      |  | ещё 58 порядков цветковых растений (по Системе APG III) | ещё 58 порядков цветковых растений (по Системе APG III) |                           |  |                                            | ещё более 90 родов | ещё более 90 родов |                |
|  |                                      |  |                                                         | ещё 58 порядков цветковых растений (по Системе APG III) |                           |  |                                            |                    | ещё более 90 родов |                |

### Виды
По информации базы данных The Plant List (2013), род включает 26 видов.
- Phyteuma betonicifolium Vill., 1787 — Кольник буквицелистный
- Phyteuma charmelii Vill., 1787
- Phyteuma confusum A.Kern., 1870
- Phyteuma cordatum Balb., 1809
- Phyteuma gallicum Rich.Schulz, 1904
- Phyteuma globulariifolium Sternb. & Hoppe, 1818 — Кольник малоцветковый
- Phyteuma hedraianthifolium Rich.Schulz, 1904
- Phyteuma hemisphaericum L., 1753 — Кольник полусферический
- Phyteuma humile Schleich., 1810 — Кольник низкий
- Phyteuma michelii All., 1785
- Phyteuma nigrum F.W.Schmidt, 1793 — Кольник чёрный
- Phyteuma orbiculare L., 1753 — Кольник округлый
- Phyteuma ovatum Honck., 1782 — Кольник яйцевидный
- Phyteuma persicifolium Hoppe, 1803
- Phyteuma rupicola Braun-Blanq., 1945
- Phyteuma scheuchzeri All., 1785 — Кольник Шейхцера
- Phyteuma scorzonerifolium Vill., 1787
- Phyteuma serratum Viv., 1825 — Кольник пилозубчатый
- Phyteuma sieberi Spreng., 1813 — Кольник Зибера
- Phyteuma spicatum L., 1753 — Кольник колосистый
- Phyteuma tetramerum Schur, 1853 — Кольник четырёхлопастный
- Phyteuma vagneri A.Kern., 1884 — Кольник Вагнера